# Alvaro Luis Tavares Vieira
Alvaro Luis Tavares Vieira, noto semplicemente come Alvaro (San Paolo, 10 marzo 1995), è un calciatore brasiliano, attaccante del Petrolina.

## Caratteristiche tecniche
È un'ala destra forte nello scatto.

## Carriera
Cresciuto nel settore giovanile del Monte Azul, ha esordito in prima squadra il 17 gennaio 2018 disputando l'incontro del Campeonato Paulista Série A3 pareggiato 1-1 contro il São Carlos.

## Statistiche
Statistiche aggiornate al 18 giugno 2020.

### Presenze e reti nei club
| Stagione        | Squadra         | Campionato      | Campionato | Campionato | Coppe nazionali | Coppe nazionali | Coppe nazionali | Coppe continentali | Coppe continentali | Coppe continentali | Altre coppe | Altre coppe | Altre coppe | Totale | Totale | Totale |
| Stagione        | Squadra         | Comp            | Pres       | Reti       | Comp            | Pres            | Reti            | Comp               | Pres               | Reti               | Comp        | Pres        | Reti        | Pres   | Reti   |        |
| --------------- | --------------- | --------------- | ---------- | ---------- | --------------- | --------------- | --------------- | ------------------ | ------------------ | ------------------ | ----------- | ----------- | ----------- | ------ | ------ | ------ |
| 2018            | Monte Azul      | A3/SP           | 9          | 0          |                 | -               | -               |                    | -                  | -                  |             | -           | -           | 9      | 0      |        |
| feb.-giu. 2019  | L'viv           | PL              | 12         | 1          | CU              | 1               | 0               |                    | -                  | -                  |             | -           | -           | 13     | 1      |        |
| 2019-2020       | L'viv           | PL              | 21         | 3          | CU              | 2               | 0               |                    | -                  | -                  |             | -           | -           | 23     | 3      |        |
| Totale carriera | Totale carriera | Totale carriera | 42         | 4          |                 | 3               | 0               |                    | -                  | -                  |             | -           | -           | 45     | 4      |        |

## Palmarès

### Club

#### Competizioni nazionali
- Perša Liha: 1

Inhulec': 2023-2024